# Diocèse de Cajamarca
Le diocèse de Cajamarca (en latin : Dioecesis Caiamarcensis ; en espagnol : Diócesis de Cajamarca) est un diocèse de l'Église catholique du Pérou suffragant de l'archidiocèse de Trujillo.

## Territoire

Diocèse de Cajamarca

Le diocèse comprend huit provinces du département de Cajamarca : Cajabamba, Cajamarca, Celendín, Contumazá, Hualgayoc, San Marcos, San Miguel et San Pablo. Les autres provinces de ce département sont gérées par le vicariat apostolique de Jaén au Pérou ou San Francisco Javier, la prélature territoriale de Chota et le diocèse de Chiclayo.
Son territoire a une superficie de 15 333 km2 divisé en 41 paroisses. Le siège épiscopal est dans la ville de Cajamarca où est située la cathédrale Sainte-Catherine. Dans la même ville se trouve le sanctuaire dédié à Notre-Dame des Douleurs, patronne de Cajamarca.

## Histoire
Le diocèse est érigé le 6 avril 1908 par le décret Apostolicam sedem de la congrégation des évêques sous le pontificat de Pie X, recevant son territoire du diocèse de Chachapoyas et du diocèse de Trujillo (aujourd'hui archidiocèse de Trujillo). Il est nommé suffragant de l'archidiocèse de Lima lors de sa création.
En 1912, il cède la province de Pataz de la région de La Libertad au diocèse de Trujillo et il gagne la province de Hualgayoc. Le 23 mai 1943, il intègre la province ecclésiastique de l'archidiocèse de Trujillo.
Il cède une portion de territoire le 11 janvier 1946 pour la préfecture apostolique de San Francisco Javier del Marañón (aujourd'hui vicariat apostolique de Jaén au Pérou ou San Francisco Javier). Le 23 janvier 1953, il cède à cette même préfecture apostolique une partie de la province de Jaén qui était restée sous sa juridiction. Il cède encore une portion de territoire le 17 décembre 1956 pour l'érection du diocèse de Chiclayo.

## Évêques
- Francisco de Paula Groso (21 mars 1910 - 13 mars 1928)
- Antonio Rafael Villanueva, O.F.M (5 novembre 1928 - 2 août 1933)
- Giovanni Giuseppe Guillén y Salazar, C.M (21 décembre 1933 - 16 septembre 1937)
- Teodosio Moreno Quintana (15 décembre 1940 - 27 juin 1947) nommé évêque de Huánuco
- Pablo Ramírez Taboado, SS.CC (5 septembre 1947 - 28 janvier 1960) nommé évêque de Huacho
- Nemesio Rivera Meza (28 janvier 1960 - 8 juillet 1961)
- José Antonio Dammert Bellido (19 mars 1962 - 1er décembre 1992)
- Ángel Francisco Simón Piorno (18 mars 1995 - 4 février 2004) nommé évêque de Chimbote
- José Carmelo Martínez Lázaro, O.A.R (12 octobre 2004 au 23 octobre 2021)
- Isaac Circuncisión Martínez Chuquizana (de), M.S.A. depuis le 23 octobre 2021.